# Sistema de Alerta de Cheias
Um Sistema de Alerta de Cheias é um tipo de sistema de alerta civil voltado especificamente para eventos hidrológicos a partir da mensuração de níveis de corpos d'água. Este monitoramento é realizado de forma automática por estações hidrometeorológicas, mas é subsidiado por mapeamento de riscos desenvolvidos previamente.
A despeito do nome "cheias", os sistemas de monitoramento desse tipo são desenhados para prever eventos como enchentes, inundações e enxurradas. Também podem ser adequados para monitoramento das chamadas inundações relâmpago (flash floods).
Tarefa crítica de tais sistemas é a coleta de grande volume de dados, informações sobre os aspectos físicos da bacia, séries temporais dos dados de hidrologia, e simulações computacionais de alta performance. Porém, na ausência dessas condições, mesmo modelos simplificados permitem a compreensão de dinâmicas fluviais. Sistemas de alerta baseados em percepção também se revelam interessantes, em complemento aos sistemas técnicos.
No Brasil, os alertas hidrológicos são coordenados pelo Serviço Geológico do Brasil, que possui um sistema específico para alertas de cheias, o SACE. O SACE recebe informações em períodos de uma em uma hora das estações hidrometeorológicas da Agência Nacional de Águas (ANA), e os processa em modelos hidrológicos. Os dados consolidados são organizados em boletins de monitoramento, enviados às agências de proteção civil e monitoramento de desastres, bem como outros órgãos interessados. O estado do Rio de Janeiro também possui um sistema próprio de alerta de cheias, criado pelo Instituto Estadual do Ambiente. Outros estados também possuem sistemas de alertas de inundações.